# Patrick Farrell
Pour les articles homonymes, voir Farrell.
Patrick Farrell est un mathématicien irlandais né le 17 mars 1985.

## Formation et carrière
Il obtient son bachelor de mathématiques pures à l'Université nationale d'Irlande, puis son doctorat en mathématiques numériques au sein du Applied Modelling and Computation Group à l'Imperial College de Londres. Après ses études postdoctorales, il obtient une bourse de cinq ans, EPSRC Early Career Research Fellowship, et part pour le Mathematical Institute de l'Université d'Oxford.

## Prix et distinctions
En 2015 il est lauréat du prix Wilkinson pour les logiciels de calcul numérique, avec Simon Funke et Marie Rognes du Simula Research Laboratory (en), et David Ham de l'Imperial College London, pour le développement de dolfin-adjoint, un package qui dérive automatiquement et résout des équations linéaires adjointes et tangentes avec des spécifications de haut niveau mathématique pour les discrétisations en éléments finis des équations aux dérivées partielles,.